# Phan Lâm (Đông Ngô)
Phan Lâm (giản thể: 潘临; phồn thể: 潘臨; bính âm: Pan Lin) là tướng lĩnh dưới quyền quân phiệt Tôn Quyền thời Tam Quốc trong lịch sử Trung Quốc.

## Cuộc đời
Phan Lâm là đại soái sơn tặc ở quận Cối Kê, Dương Châu. Trong những năm Kiến An (196–220), ở các quận Ngô, Cối Kê, Đan Dương có nhiều người trốn chạy vào trong núi, không nộp thuế, hễ thấy thành trì có sơ hở là xuống núi cướp bóc. Phan Lâm làm đại soái, cướp bóc dân cư nhiều năm mà chính quyền không dẹp được.
Khoảng sau năm 203, Lục Nghị bấy giờ giữ chức Đồn điền tư mã ở huyện Hải Xương, nói với Tôn Quyền ở vùng Ngô, Cối Kê, Đan Dương có nhiều người bỏ trốn làm giặc, xin đến thảo phạt cùng tổ chức thành quân đội, vừa diệt được sơn tặc, lại mở rộng nguồn mộ lính. Tôn Quyền nghe theo.
Lục Nghị không màng hiểm nguy, dẫn quân xâm nhập tận hang ổ, cuối cùng bình định được sơn tặc, chiêu mộ được 2,000 bộ khúc. Phan Lâm cũng đầu hàng.

## Trong văn hóa
Phan Lâm không xuất hiện trong tiểu thuyết Tam quốc diễn nghĩa của La Quán Trung.